# Jean-Pierre Garnier (metteur en scène)
Pour les articles homonymes, voir Jean-Pierre Garnier et Garnier.
Jean-Pierre Garnier est un metteur en scène et professeur d'art dramatique français.
Il enseigne à la Classe Libre du Cours Florent depuis 1990 et à l'école de la Comédie de Reims depuis mars 2003. Il a été également professeur au Conservatoire d'art dramatique de Cracovie et à la Hochschule de Hambourg.

## Metteur en scène
- 1984 : Méphisto d'après Klaus Mann et Ariane Mnouchkine, Festival d'Avignon
- Lover’s comment de Gérard Watkins, Théâtre du Lucernaire
- 1992 : La Double Inconstance de Marivaux
- 1994 : Loulou de Frank Wedekind
- 1994 : La Noce de Stanislas Wyspianski
- 1995 : Baal de Bertolt Brecht, Festival de Sarlat
- 1997 : Dissident, il va sans dire de Michel Vinaver, Théâtre de Bercy
- 1999 : Les Trois Sœurs d'Anton Tchekhov, Théâtre Déjazet
- Le Fils de Claude Rullier
- 2001 : La Controverse de Valladolid de Jean-Claude Carrière
- 2001 : Paul Claudel - Trois Œuvres
- 2002 : Vague(s) à l’âme d’après L'Éveil du printemps de Frank Wedekind
- 2004 : Les Enfants d'Edward Bond, Théâtre du Marais
- 2007 : Je rien te deum de Fabrice Melquiot, Maison de la Poésie, Comédie de Reims
- 2009 : Sweet Home d'Arnaud Cathrine, Théâtre de la Tempête
- 2010 : La Coupe et les lèvres d'Alfred de Musset, Théâtre de la Tempête
- 2013 : Fragments d'un pays lointain de Jean-Luc Lagarce, Théâtre de la Tempête
- 2016 : La Nuit juste avant les forêts de Bernard-Marie Koltès, Théâtre de Poche

## Sources
- Jean-Pierre Garnier sur theatre-contemporain.net